# Semi-marathon de Barcelone
Le Semi-marathon de Barcelone (en catalan: Mitja Marató de Barcelona, en espagnol: Media Maratón de Barcelona) est une épreuve de course à pied d'une distance de 21,097 km dans la ville de Barcelone, en Espagne.

## Histoire
L'épreuve est organisée depuis 1991 par la mairie de Barcelone.
Le 16 février 2014, la Kényane Florence Kiplagat établit un nouveau record du monde féminin du semi-marathon en parcourant la distance en 1 h 5 min 12 s lors de cette épreuve. Elle améliore de 38 secondes l'ancienne meilleure marque mondiale détenue par sa compatriote Mary Keitany en 2011.
Le 15 février 2015, Florence Kiplagat remporte à nouveau l'épreuve en améliorant le précédent record du monde féminin du semi-marathon de 3 secondes en 1 h 5 min 9 s.
Le 14 février 2016, Florence Kiplagat s'impose pour la troisième fois consécutive en 1 h 9 min 19 s.
Le 12 février 2017, Kiplagat s'impose pour la quatrième fois consécutive en 1 h 8 min 15 s sans battre toutefois le record du monde établi par sa compatriote Peres Jepchirchir quelques jours plus tôt.
Le 11 février 2018, l'Éthiopien Mulle Wasihun remporte l'épreuve en 59 min 44 s et abaisse le temps du parcours. Il est le premier coureur de cette épreuve à terminer en dessous de la barre de l'heure.

## Parcours
Pg. Pujades - P. Picasso - Av. Marqués Argentera - P. Isabel II - P. Colon - Josep Carné - Pl.Drassanes - Paral.lel – Entença - Gran Via de les Corts Catalanes – Bailén – Ronda Sant Pere - P. Sant Joan - P.Lluís Companys - B. Muñoz - Pallars - Llacuna - Perú – Josep Pla – Gran Via - Rambla Prim - Diagonal sentit Llobregat – Espronceda - Diagonal sentit Besós - Plaça llevant - P. Taulat - Selva de mar - P. Garcia Faria – P. Calvell - Av. Litoral - Port Olímpic - Arquitecte Sert - Salvador Espriu – Marina – Pujades.

## Vainqueurs
| Année     | Hommes          | Pays      | Temps          |                        | Femmes          | Pays                | Temps |
| 1991–1996 | Non connu       | Non connu | Non connu      | Non connu              | Non connu       | Non connu           |       |
| 1997      | Kamal Ziani     | Maroc     | 1 h 4 min 14 s | Ana Isabel Alonso      | Espagne         | 1 h 12 min 18 s     |       |
| 1998      | Gideon Koech    | Kenya     | 1 h 4 min 24 s | Mónica Pont            | Espagne         | 1 h 12 min 27 s     |       |
| 1999      | Eliud Kimaiyo   | Kenya     | 1 h 4 min 0 s  | Eva Sanz               | Espagne         | 1 h 14 min 15 s     |       |
| 2000      | Abel Antón      | Espagne   | 1 h 3 min 11 s | Eva Sanz               | Espagne         | 1 h 13 min 47 s     |       |
| 2001      | Michael Sarwath | Tanzanie  | 1 h 3 min 50 s | Eva Sanz               | Espagne         | 1 h 12 min 52 s     |       |
| 2002      | Antoni Peña     | Espagne   | 1 h 4 min 37 s | María Abel             | Espagne         | 1 h 16 min 20 s     |       |
| 2003      | Benito Ojeda    | Espagne   | 1 h 5 min 53 s | Esther Solera          | Espagne         | 1 h 16 min 23 s     |       |
| 2004      | Non connu       | Non connu | Non connu      | Non connu              | Non connu       | Non connu           |       |
| 2005      | Edwin Koech     | Kenya     | 1 h 3 min 4 s  | Isabel Eizmendi        | Espagne         | 1 h 13 min 1 s      |       |
| 2006      | Philip Kanda    | Kenya     | 1 h 5 min 3 s  | Louise Brown           | Grande-Bretagne | 1 h min 19 min 37 s |       |
| 2007      | Jacob Yator     | Kenya     | 1 h 1 min 10 s | Estela Navascués       | Espagne         | 1 h 14 min 56 s     |       |
| 2008      | Jacob Yator     | Kenya     | 1 h 1 min 19 s | Joan Aiyabei           | Kenya           | 1 h 11 min 2 s      |       |
| 2009      | Abel Kirui      | Kenya     | 1 h 2 min 25 s | Dergenesh Shisraw      | Éthiopie        | 1 h 11 min 19 s     |       |
| 2010      | Eric Kogo       | Kenya     | 1 h 3 min 10 s | Joyce Chepkirui        | Kenya           | 1 h 12 min 31 s     |       |
| 2011      | Peter Kosgei    | Kenya     | 1 h 2 min 19 s | Samantha Amend         | Grande-Bretagne | 1 h 17 min 43 s     |       |
| 2012      | Abel Kirui      | Kenya     | 1 h 0 min 28 s | Lineth Chepkurui       | Kenya           | 1 h 11 min 49 s     |       |
| 2013      | Eliud Kipchoge  | Kenya     | 1 h 0 min 4 s  | Atsede Bayisa          | Éthiopie        | 1 h 7 min 33 s      |       |
| 2014      | Eliud Kipchoge  | Kenya     | 1 h 0 min 52 s | Florence Kiplagat      | Kenya           | 1 h 5 min 12 s      |       |
| 2015      | Tadesse Abraham | Suisse    | 1 h 0 min 42 s | Florence Kiplagat      | Kenya           | 1 h 5 min 09 s (WR) |       |
| 2016      | Vincent Kipruto | Kenya     | 1 h 2 min 54 s | Florence Kiplagat      | Kenya           | 1 h 9 min 19 s      |       |
| 2017      | Leonard Langat  | Kenya     | 1 h 0 min 52 s | Florence Kiplagat      | Kenya           | 1 h 8 min 15 s      |       |
| 2018      | Mule Wasihun    | Éthiopie  | 59 min 44 s    | Tejitu Daba            | Bahreïn         | 1 h 8 min 36 s      |       |
| 2019      | Eric Kiptanui   | Kenya     | 1 h 1 min 04 s | Roza Dereje            | Éthiopie        | 1 h 6 min 00 s      |       |
| 2020      | Victor Chumo    | Kenya     | 59 min 57 s    | Ashete Bekere          | Éthiopie        | 1 h 6 min 36 s      |       |
| 2021      | Haftu Teklu     | Éthiopie  | 59 min 39 s    | Sandrafelis Tuei       | Kenya           | 1 h 7 min 12 s      |       |
| 2022      | Haftu Teklu     | Éthiopie  | 59 min 6 s     | Margaret Kipkemboi     | Kenya           | 1 h 5 min 26 s      |       |
| 2023      | Charles Langat  | Kenya     | 58 min 53 s    | Irine Jepchumba Kimais | Kenya           | 1 h 4 min 37 s      |       |
| 2024      | Kibiwott Kandie | Kenya     | 59 min 22 s    | Joyciline Jepkosgei    | Kenya           | 1 h 4 min 29 s      |       |

 Record de l'épreuve